# Nello Saito
Nello Saito (Roma, 19 aprile 1920 – Roma, 16 ottobre 2006) è stato un germanista e drammaturgo italiano.

## Biografia
Nato a Roma da genitori siciliani, si laureò all'Università degli Studi "La Sapienza". Ottenute alcune borse di studio poté viaggiare a Berlino (dove lavorò come professore ospite di italiano presso la locale università) per perfezionarsi in lingua e letteratura tedesca. Tornato in Italia, fu assistente di Natalino Sapegno alla Sapienza per poi divenire professore di Lingua e Letteratura tedesca all'Università degli Studi di Roma Tor Vergata. 
Nel 1948 esordì col romanzo Maria e i soldati, accolto con favore dalla critica, soprattutto da Pietro Pancrazi, Giuseppe De Robertis e Arnaldo Bocelli. Sei anni più tardi uscì per Einaudi, nella collana I gettoni curata da Elio Vittorini, Gli avventurosi siciliani. Nel 1970 pubblicò il suo terzo romanzo Dentro e fuori, che gli valse il Premio Viareggio e la cinquina al Premio Strega, opera anch'essa apprezzata dalla critica.
Germanista, insegnò a lungo nelle università e fu autore di numerosi saggi sulla letteratura tedesca del 18º e 19º secolo (Goethe, Gotthold Lessing, Friedrich Schiller) e di numerose traduzioni (Heinrich von Kleist, Bertolt Brecht).
La sua passione per il teatro si espresse nelle sue commedie, piene di satira nei confronti del potere tra cui si ricordano: I cattedratici (1970), Il maestro Pip (1971), Fix (1973), Es (1974), La speranza (1977) e Déjeuner sur l'herbe (1980). Nel 1977 ottenne il Premio Flaiano per il teatro con La speranza.

## Opere
- Maria e i soldati, Milano, Bompiani, 1948.
- Gli avventurosi siciliani, collana I gettoni, Torino, Giulio Einaudi Editore, 1954.
- Dentro e fuori, Milano, Rizzoli, 1970.
- Il maestro Pip, Milano, Garzanti, 1976.
- Quattro guitti all'Università, Roma, Bulzoni, 1994.
- Una voce, Caltanissetta, Terzo millennio, 2001.

### Saggi
- Interpretazione del Keller, Roma, Società editrice Dante Alighieri, 1956.
- Lessing e Lichtenberg, Roma, Società editrice Dante Alighieri, 1961.
- Schiller e il Suo Tempo. Poesia e Polemica, Roma, Edizioni dell'Ateneo, 1963.
- Due saggi, Roma, Bulzoni, 1967.

### Traduzioni
- Gottfried Keller, Il fabbro della sua fortuna e altri racconti, Milano, Universale Economica, 1954.
- Gerhart Hauptmann, I tessitori: dramma degli anni intorno al 1844, Roma, Società editrice Dante Alighieri, 1961.
- Georg Christoph Lichtenberg, Osservazione e pensieri, collana Nuova Universale Einaudi, prefazione e scelta di Nello Saito, Torino, Giulio Einaudi Editore, 1963.
- Bertolt Brecht, Il signor Puntila e il suo servo Matti. Rappresentazione popolare, collana Collezione di teatro, Torino, Giulio Einaudi Editore, 1963.
- Gotthold Ephraim Lessing, Emilia Galotti, collana Collezione di teatro, Torino, Giulio Einaudi Editore, 1980.

### Introduzioni
- Johann Wolfgang von Goethe, Faust, collana Universale Einaudi, traduzione di Giovita Scalvini, Torino, Giulio Einaudi Editore, 1960.
- La vocazione teatrale di Wilhelm Meister, traduzione e note di Marta Bignami, Tumminelli, 1969.

### Curatele
- Rainer Maria Rilke, Del poeta, collana Universale Einaudi, Torino, Giulio Einaudi Editore, 1948.
- Johann Wolfgang von Goethe, L'epistolario di Goethe, Roma, Edizioni dell'Ateneo, 1972.